# NGC 1221
NGC 1221 је лентикуларна галаксија у сазвежђу Еридан која се налази на NGC листи објеката дубоког неба.
Деклинација објекта је - 4° 15' 35" а ректасцензија 3h 8m 15,6s. Привидна величина (магнитуда) објекта NGC 1221 износи 14,1 а фотографска магнитуда 15,0. NGC 1221 је још познат и под ознакама MCG -1-9-2, PGC 11739.